# 氮循环

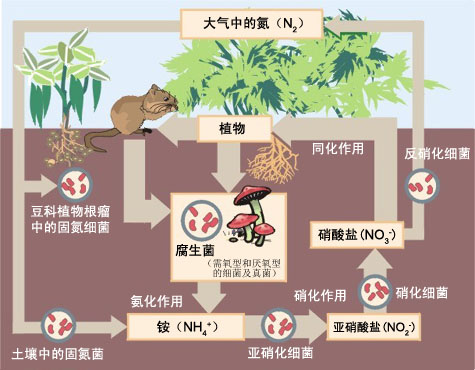
环境中氮的流向示意图。相关的细菌是循环中的关键因素，生产出不同种类的含氮化合物供更高等的生物体进行同化作用。参看条目马丁努斯·威廉·拜耶林克。

氮循环（英語：nitrogen cycle）是描述自然界中氮单质和含氮化合物之间相互转换过程的生态系统的物质循环。

## 基本概念
空气中含有大约78%的氮气，占有绝大部分的氮元素。氮是生物体的重要组成部分，为许多生物过程的基本元素；它存在于所有组成蛋白质的氨基酸中，是构成诸如DNA等的核酸的四种基本元素之一。在植物中，大量的氮素被用于制造可进行光合作用供植物生长的叶绿素分子。将空气中的氮转化为生物体可利用的形式的过程称为氮循环。这一过程包括一系列步骤，其中包括：
1. 固氮作用：是将气态的游离态氮转变为可被有机体吸收的氮化合物的必经过程。一部分氮素由闪电所固定，同时绝大部分的氮素被非共生或共生的固氮细菌所固定。这些细菌拥有可促进氮气氢化成为氨的固氮酶，生成的氨再被这种细菌通过一系列的转化以形成自身组织的一部分。某一些固氮细菌，例如根瘤菌，寄生在豆科植物（例如豌豆或蚕豆）的根瘤中。这些细菌和植物建立了一种互利共生的关系，为植物生产氨以换取糖类。因此可通过栽种豆科植物使氮素贫瘠的土地变得肥沃。还有一些其它的植物可供建立这种共生关系。在海洋及内陆水体中，蓝细菌可以起到固氮的作用。[4]
2. 硝化作用：硝化细菌[5]将氨转化为亚硝酸盐（NO2-），然后再转化为硝酸盐（NO3-）。
3. 同化作用：植物一般利用根系从土壤中吸收硝酸根离子或铵离子以获取氮素，并将其转化为含氮有机分子，如氨基酸和DNA；这些分子可用于形成植物和动物蛋白质。动物体内的所有氮素则均由在食物链中进食植物所获得。
4. 氨化：在水解酶等作用下，氨化细菌等微生物将过往有机体内蛋白质、核酸等大分子氮化合物水解成氨基酸、尿素、氨等小分子；后者可为其他新的生命所吸收。[6]

## 氮气(N2)的转化
有三种将游离态的N2（大气中的氮气）转化为化合态氮的方法：
1. 生物固定 – 一些共生细菌（主要与豆科植物共生）和一些非共生细菌能进行固氮作用并以有机氮的形式吸收。
2. 工业固氮 – 在哈伯-博施法中，N2与氢气被化合生成氨（NH3）肥。
3. 化石燃料燃烧 – 主要由交通工具的引擎和热电站以NOx的形式产生。

另外，闪电亦可使N2和O2化合形成NO2，是大气化学的一个重要过程，但对陆地和水域的氮含量影响不大。
由于豆科植物（特别是大豆、紫苜蓿和苜蓿）的广泛栽种以及使用哈伯-博施法生产化学肥料和交通工具和热电站释放的含氮污染成分，人类使得每年进入生物利用形态的氮素提高了不止一倍。这所导致的作用已经对湿地生态系统产生了破坏。

## 氨
氨来源于腐生生物对死亡动植物器官的分解，被用作制造銨根离子（NH4+）。在富含氧气的土壤中，这些离子将会首先被亚硝化细菌转化为亚硝酸根离子（NO2−），然后被硝化细菌转化为硝酸根离子（NO3−）。铵的两步转化过程被叫做硝化作用。
氨对于鱼类来说有剧毒，因此必须对废水处理厂排放到水中的氨的浓度进行严密的监控。为避免鱼类死亡的损失，应在排放前对水中的铵进行硝化处理，在陆地上为硝化细菌通风提供氧气进行硝化作用成为一个充满吸引力的解决办法。

## 硝酸盐危害
氨离子很容易被固定在土壤中（尤其是腐殖质和粘土）。而硝酸根离子和亚硝酸根离子则因它们自身的负电性而更不容易被固定在正离子的交换点（主要是腐殖质）多于负离子的土壤中。在强降雨后或过量灌溉后，硝酸根和亚硝酸根移动到地下水的情况经常会发生。地下水中，硝酸盐含量的提高关系到饮用水的安全，因为水中过量的硝酸根离子会影响婴幼儿血液中的氧浓度并导致或蓝婴综合征。如果，过量硝酸盐通过径流或地下水进入地表水，会导致水体的，使得蓝藻菌和其它藻类大量繁殖，导致水生生物因缺氧而大量死亡。虽然不像铵一样对鱼类有毒，硝酸盐可通过富营养作用间接影响鱼类的生存。氮素已经导致了一些水体的富营养化问题。从2006年起，在英国和美国使用氮肥将受到更严厉的限制，磷肥的使用也将受到了同样的限制。这些措施被普遍认为是为了治理恢复被富营养化的水体而采取的。
在无氧或低氧条件下，厌氧细菌的“反硝化作用”将会发生。最终将硝酸中氮的成分还原成氮气归还到大气中去。